# Dusona heptahamuli
Dusona heptahamuli là một loài tò vò trong họ Ichneumonidae.